# ČSD E 467.0 sorozat
A ČSD E 467.0 egy csehszlovák (1A)'Bo(A1)' tengelyelrendezésű villamosmozdonysorozat volt. Összesen öt db-ot gyártott belőle a Škoda 1927 és 1930 között. A ČSD 1964-ben selejtezte a sorozatot.